# Ilja Worotnikow
Ilja Worotnikow (russisch Илья́ И́горевич Воротнико́в; * 1. Februar 1986 in Alma-Ata, Kasachische SSR) ist ein kasachischer ehemaliger Fußballspieler.

## Karriere

### Verein
Worotnikow begann seine Karriere bei Rubin Kasan in Russland. 2005 wurde er an den kasachischen Erstligisten Ertis Pawlodar ausgeliehen, für den er drei Spiele absolvierte. Am 1. Juli 2006 unterschrieb er einen Vertrag beim FK Alma-Ata, für den er insgesamt 65 Spiele absolvierte. Zur Saison 2009 wechselte er dann zum FK Atyrau. Hier hatte er am 15. Juli 2010 im Qualifikationsspiel zur Europa League 2010/11 gegen Győri ETO FC sein internationales Debüt. Nachdem Atyrau sowohl das Hin- als auch das Rückspiel verloren hatten, schied der Verein noch vor der Gruppenphase aus.
Zur Saison 2011 wechselte Worotnikow zum FK Qairat Almaty, wo er am 16. April 2011 gegen Lokomotive Astana seinen ersten Einsatz hatte. Nachdem er in dieser Spielzeit auf 22 Spieleinsätze gekommen war, bestritt er in der folgenden Saison 2012 insgesamt zwölf Spiele für Qairat Almaty. Am 13. Februar 2013 wechselte Worotnikow zu Aqschajyq Oral, wo er auf 14 Einsätze kam, bevor er am 19. Juni zum FK Taras wechselte.

### Nationalmannschaft
Für die kasachische U-21-Nationalmannschaft absolvierte Ilja Worotnikow zwischen 2012 und 2013 neun Spiele. Sein Debüt für die kasachische A-Nationalmannschaft gab er im Freundschaftsspiel gegen Kirgisistan (7:1) am 5. September 2014.